# Малое Загарино (Нижегородская область)
Ма́лое Зага́рино — село в Вачском районе Нижегородской области. Входит в состав Чулковского сельсовета. Находится на расстоянии 3 км на северо-восток от села Большое Загарино.
В прошлом — село Муромского уезда Владимирской губернии.

## Из истории
- В 1531 году село Малое Загарино куплено архимандритом московского Симонова монастыря Филофеем у братьев Федотьевых.
- В писцовых книгах 1628—1630 годов упоминается, что в селе имеются церковь Успения Пресвятой Богородицы, дворы священника и церковнослужителей, двор монастырский, шесть келий для нищих, 8 дворов крестьянских и 2 пустых.
- В окладных книгах Рязанской епархии за 1676 год записано, что в селе Малое Загарино 9 дворов крестьянских и 3 бобыльских и что оно, из-за запустения церкви Успения Пресвятой Богородицы, приписано к приходу села Большого Загарина.
- До 1687 года церковь Успения Пресвятой Богородицы возобновлена.
- В 1753 году церковь оказалась обветшавшей и на её месте по благословению епископа Рязанского Димитрия построена новая, деревянная, с тем же наименованием.
- В 1840-х годах село Малое Загарино относится к «государственному имуществу»[2].

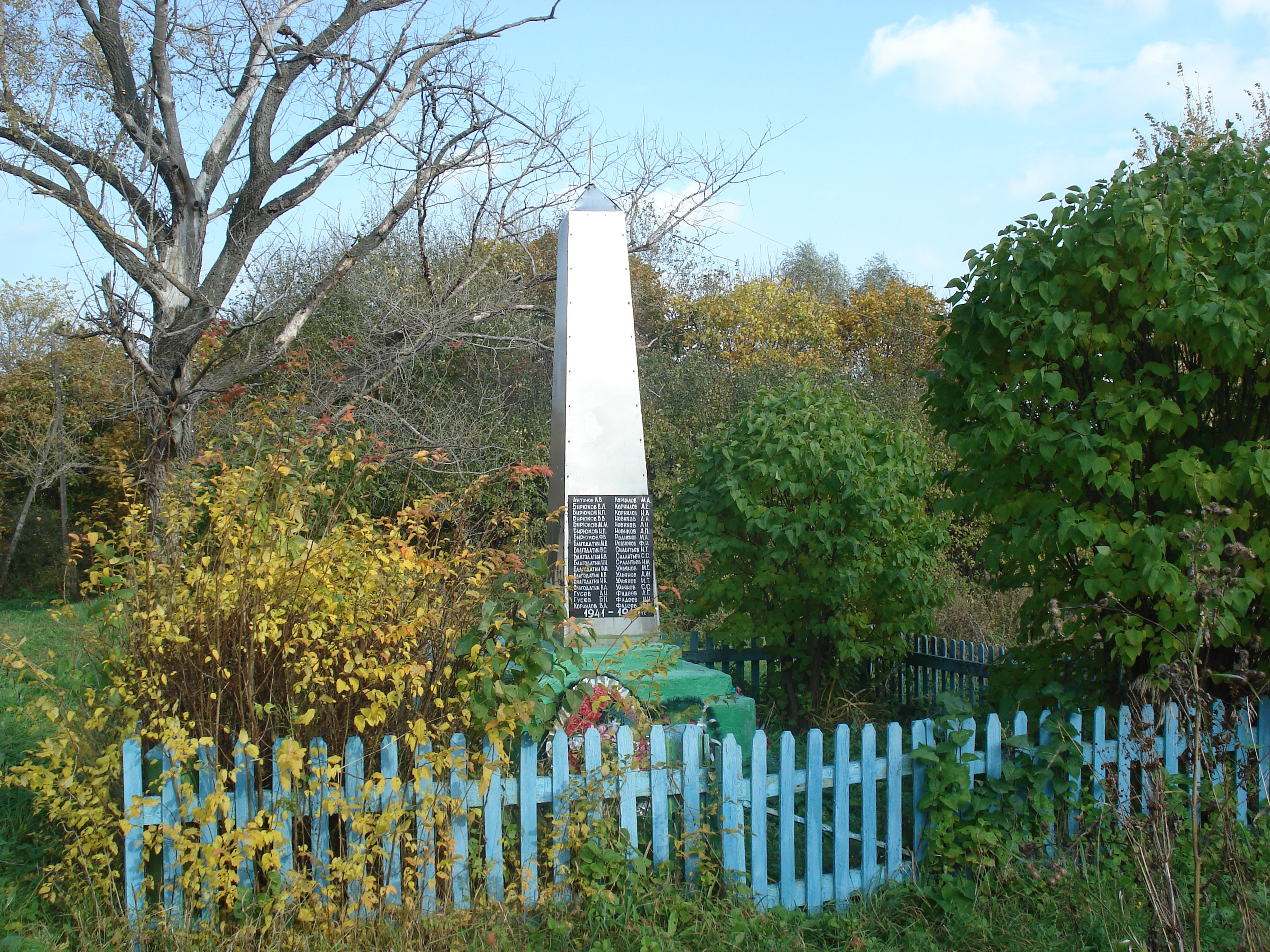
Малое Загарино. Мемориал жителям села, погибшим в Великую Отечественную войну.

- К 1873 году на месте сгоревшей в 1869 году, построена новая, каменная церковь, освящённая также в честь Успения Пресвятой Богородицы.
- В «Историко-статистическом описании церквей и приходов Владимирской Епархии» за 1897 год сказано, что приход Малого Загарино состоит из одного села и что в нём 29 дворов, 117 душ мужского пола и 116 — женского.
- В 1937 году, 18 ноября, священник села Малое Загарино Сергей Розанов был арестован и, вместе со священниками РПЦ сёл Большое Загарино, Красно, Яковцево и священником РПСЦ села Федурино обвинёнными, как и он, в контрреволюционной пропаганде, был расстрелян 26 декабря[3].

## Население
| 1859 | 1905 | 1926 | 1999 | 2002 | 2010 |
| ---- | ---- | ---- | ---- | ---- | ---- |
| 157  | ↗234 | ↗330 | ↘11  | ↗13  | ↘6   |

## Малое Загарино в наши дни
Количество постоянных жителей в Малое Загарино всё время сокращается. В 2006 году в селе зимовал только один человек. В настоящее время в Малом Загарино нет никаких предприятий, учреждений, торговых точек. Иногда приезжает «автолавка» предпринимателя из Яковцево. Имеющаяся в селе церковь находится в бесхозном состоянии.
Малое Загарино не телефонизировано, но в нём установлен таксофон с номером (83173)76325.
Доехать до Малого Загарино на автомобиле можно по автодороге Р125 Муром — Нижний Новгород, повернув у Федурино (рядом с поворотом на Вачу) в сторону Чулково, проехав по асфальтированной дороге около 10 км, повернуть направо на Большое Загарино и, проехав через него, преодолеть ещё около 3 км по полевой дороге, по которой на обычном легковом автомобиле можно проехать только в хорошую погоду. Вместо пути через Большое Загарино можно ехать через Кошкино, что дольше, но иногда проще с точки зрения проезда по полевым дорогам. Или доехать на автобусе № 100 Павлово — Вача — Чулково до Большого Загарина и пройти по полю 3 км пешком.

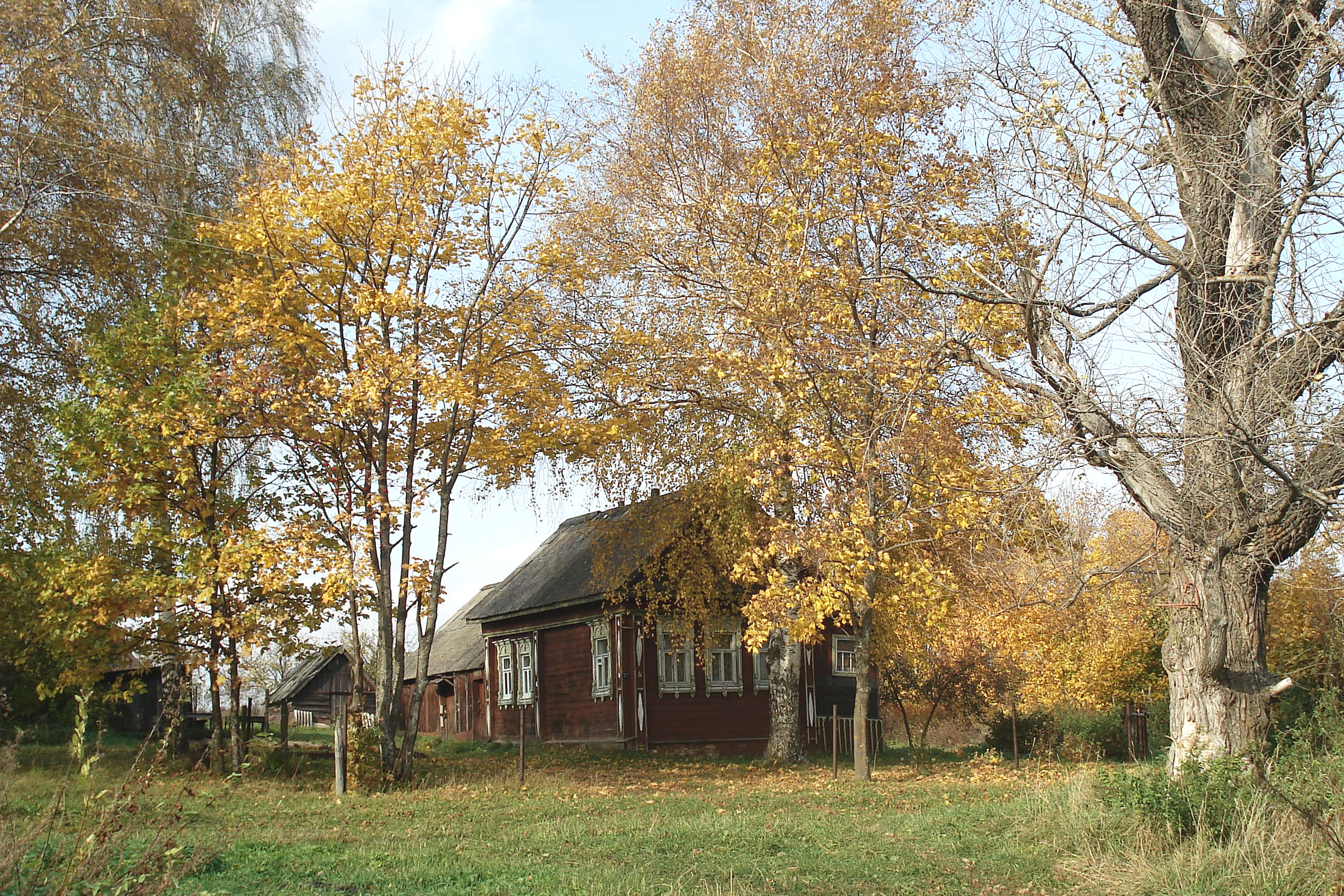
Малое Загарино.

Фамилия «Благодатин» зародилась в этой деревне.